# Troas
Troas lub Troada (gr: Tρωας, Trōas) (IV wiek p.n.e.) – królowa epirockich Molossów z dynastii Ajakidów, córka króla Molossów Neoptolemosa I, bratanica-małżonka króla Molossów Arybbasa od 357 p.n.e., matka synów Alketasa i Ajakidesa, przyszłych królów Epiru.